# Georg von Schele

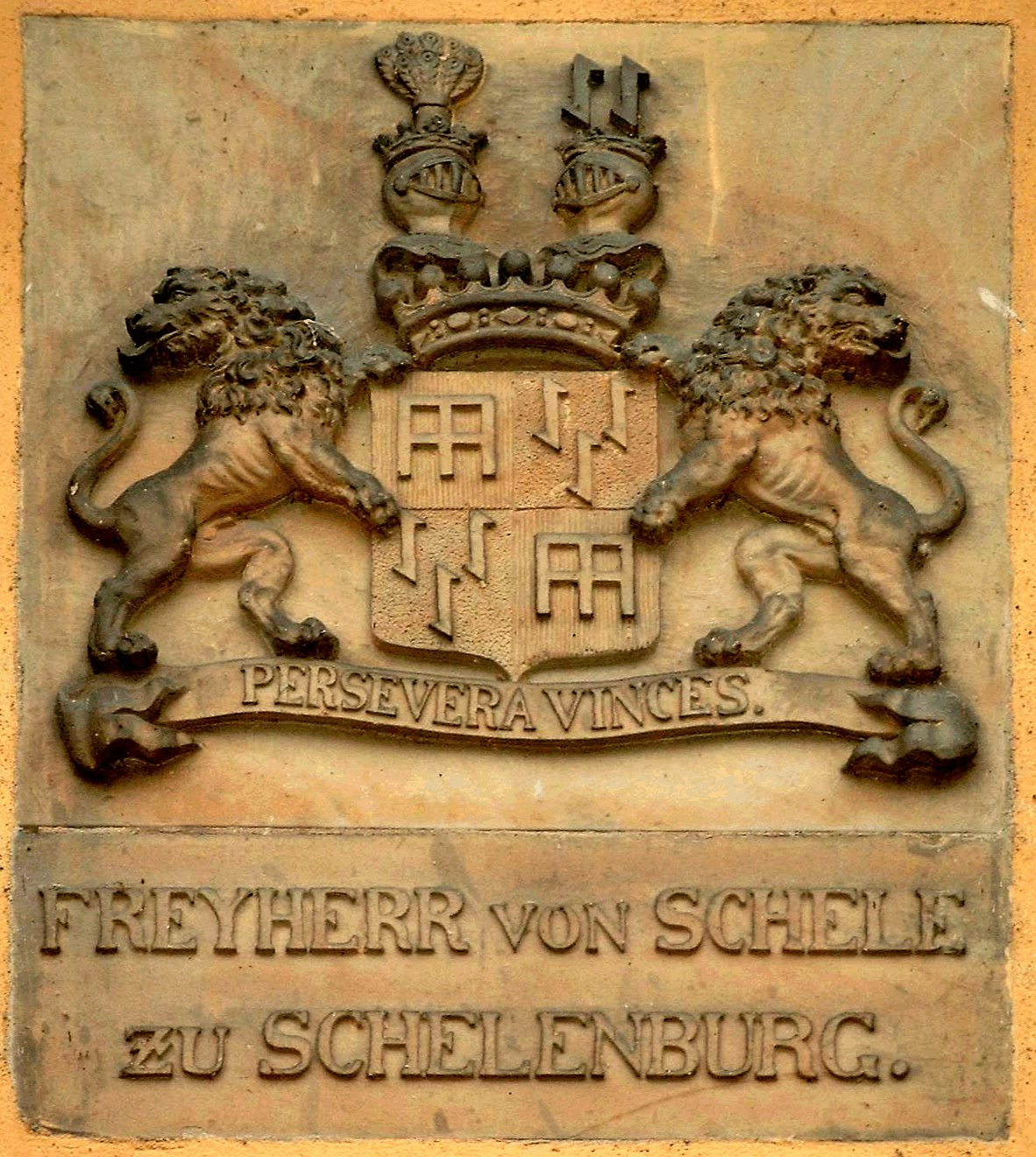
Wappen der Familie
Schele zu Schelenburg

Georg Victor Friedrich Diedrich Freiherr von Schele zu Schelenburg (* 8. November 1771 in Osnabrück; † 5. September 1844 auf der Schelenburg) war ein deutscher Politiker im Königreich Hannover. Als solcher war er maßgeblich am hannoverschen Staatsstreich von 1837 beteiligt.

## Herkunft
Die Familie gehörte der Ritterschaft des Bistums Osnabrück an. Seine Eltern waren der osnabrücksche Kammerherr und Landdrost Ludwig Clamor von Schele († 1825) und Clara Freiin von Münster, Halbschwester des bekannten hannoverschen Staatsmannes Ernst zu Münster. Sein Bruder Friedrich von Schele (1782–1815) war mit Friedericke Wilhelmine Reil (1789–1868) verheiratet, eine Tochter des Johann Christian Reil (1759–1813). Seine Schwester Wilhelmine (1775–1836) heiratete den preußischen Generalfeldmarschall Karl von Müffling (1775–1851).

## Leben
Bis zu seinem 16. Lebensjahr wurde er zuhause erzogen. 1787 bis 1789 besuchte er die Ritterakademie zu Lüneburg und studierte 1789 bis 1792 in Göttingen.
Als im Jahre 1837 der König von England und Hannover, Wilhelm IV. (1765–1837), starb, ohne Erben zu hinterlassen, und in England Königin Viktoria den Thron bestieg, war die weibliche Thronfolge in England nicht ohne weiteres auf Hannover anzuwenden und es kam zur Trennung der Personalunion. Der Onkel der Königin,
Ernst August, Herzog von Cumberland (1771–1851), wurde König von Hannover. Er war in England aufgewachsen und mit den deutschen Verhältnissen wenig vertraut.
Nach dem Tod König Wilhelms IV. stellte sich Georg von Schele dessen Nachfolger Ernst August I. für einen antikonstitutionellen Staatsstreich zur Verfügung. Ernst Augusts erste Amtshandlung war die Ernennung des Osnabrücker Adligen Georg von Schele, eines reaktionären Führers des hannoverschen Adels und Widersachers Stüves, zum Staats- und Kabinettsminister und Minister der auswärtigen Angelegenheiten. Schele war der engste politische Berater des neuen Königs Ernst August I. und gilt als der geistige Urheber des hannoverschen Verfassungsbruchs von 1837, in dessen Folge die hannoversche Ständeversammlung aufgelöst und die liberale Verfassung von 1833 (Staatsgrundgesetz) für ungültig erklärt und außer Kraft gesetzt wurde. Der daraus entstandene langjährige Verfassungsstreit und sein größtes Ereignis, der Protest der Göttinger Sieben und ihre Entlassung, befasste die deutsche Bundesversammlung und einen großen Teil der deutschen Öffentlichkeit. Schele bestand zunächst unnachgiebig auf seinem politischen Kurs, musste sich schließlich dem König und dem äußeren Druck beugen und der Opposition 1840 mit einem neuen Landesverfassungsgesetz entgegenkommen.
Wirtschaftlichen Reformen stand Schele aufgeschlossen gegenüber, aber für ihn kam, beeinflusst durch seine frühen Eindrücke der Französischen Revolution, ausschließlich eine Ständeordnung unter Führung des Adels als gesellschaftliches Ordnungsmodell in Betracht.

## Auszeichnungen
Georg von Schele – seit 1838 Freiherr von Schele – erhielt folgende Auszeichnungen:
- 1821 – Commander des hannoverschen Guelphen-Ordens
- 1830 – Großkreuz des hannoverschen Guelphen-Ordens
- 1838 – Großkreuz des preußischen Roten Adlerorden
- 1843 – Großkreuz des hannoverschen Guelphen-Ordens mit Brillanten

## Ehe und Kinder
Er heiratete im Alter von 24 Jahren Charlotte von Ledebur, Tochter des hannoverschen Kammerherrn Ernst August von Ledebur (1745–1804) und der Karoline von Nehem (1755–1781). Seine Kinder waren:
- Ludwig Ernst Unico Georg (* 4. Juni 1796; † 1. Dezember 1870), Major a. D.,Landrat[1]

⚭ 1832 Adelheid von dem Bussche-Ippenbüren (* 30. Dezember 1808; † 7. Mai 1834)
⚭ 1835 Philippine von dem Bussche-Hünefeld-Streithorst (* 25. Januar 1810; † 28. Dezember 1842), Eltern von Balduin von Schele
⚭ 1845 Mathilde von Landesberg (siehe Landesbergen (Adelsgeschlecht)) (* 19. Februar 1822), Eltern von Arnold von Schele
- Klara Charlotte Karoline Luise Julie (* 15. August 1798; † 16. September 1832) ⚭ Ferdinand von Reden (siehe Reden (Adelsgeschlecht)) (* 30. Mai 1792; † 30. März 1852), Herr von Hastenbeck[3]
- Adolph Friedrich (1800–1800)
- Eduard von Schele zu Schelenburg (1805–1875), hannoverscher Ministerpräsident, Außen- und Justizminister und Minister des königlichen Hauses von Hannover.

## Werke
- Geschichte des Geschlechts der Freiherrn von Schele auf Schelenburg von den altesten Zeiten bis zum Jahre 1774; Hannover, 1829–47